# Baptista
Baptista is een geslacht van wantsen uit de familie beeklopers (Veliidae). Het geslacht werd voor het eerst wetenschappelijk beschreven door Distant in 1903.

## Soorten
Het genus bevat de volgende soorten:

- Baptista angulata (Andersen, 1989)
- Baptista collaris (Andersen, 1989)
- Baptista curvicornis Ye, D. Polhemus & Bu, 2014
- Baptista digitata Andersen, 1989
- Baptista femoralis Andersen, 1989
- Baptista gestroi Distant, 1903
- Baptista hoedli Zettel, 2004
- Baptista obtusa Ye, D. Polhemus & Bu, 2014
- Baptista sushmae Y. C. Gupta & Khandelwal, 2005
- Baptista vetai Zettel & Heiss, 2011